# Maison du Missionnaire

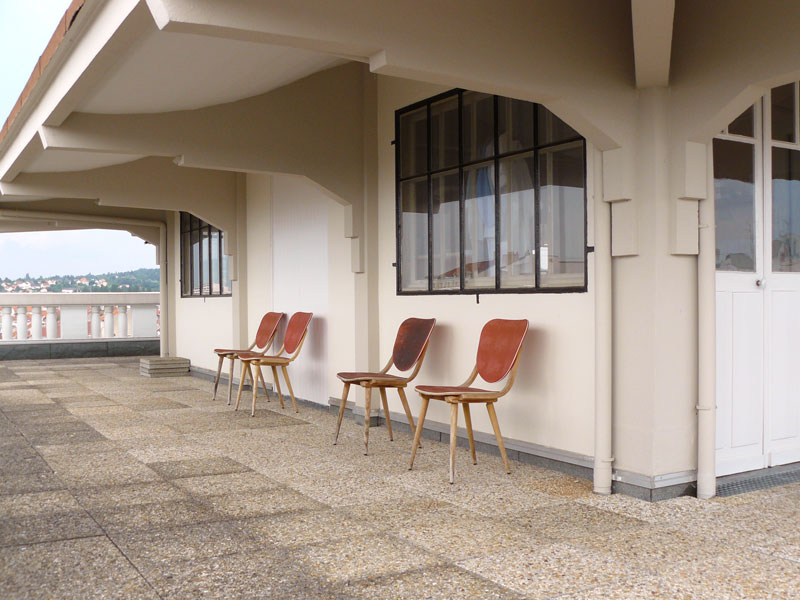
Terrasse panoramique

La maison du Missionnaire est un lieu d'hébergement et de restauration catholique situé à Vichy, dans le département français de Allier, destiné aux missionnaires français et étrangers, aux prêtres, aux  religieux et religieuses et aux séminaristes.

## Historique
De 1903 à 1914, le Révérend Père Henri Watthé fut missionnaire lazariste  en Chine. Revenu en France gravement malade, il vit sa santé s'améliorer grâce aux bienfaits des eaux de Vichy.
En 1923, il fonda l'Association de la maison du Missionnaire, lieu d'accueil pour les religieux catholiques avec hébergement et soins médicaux gratuits. Le premier Cercle missionnaire était situé au 14 avenue Thermale, et la première maison du Missionnaire, la villa du bon Samaritain, rue Mounin.
La reconnaissance d'utilité publique obtenue en 1928 permit à l'association, administrée par un conseil de 10 membres laïcs bénévoles, de recevoir les dons et legs de ses bienfaiteurs.
Grâce à un soutien local et national, la deuxième maison du Missionnaire, nommée Béthanie, typique par son architecture des  années 1920, coiffée d’un toit-terrasse en forme de pagode, fut construite en 1931 au 11 rue Mounin.

## Objectifs
Aujourd'hui, l'association poursuit sa vocation d'accueil pour les missionnaires français et étrangers, les prêtres et religieux(ses), les séminaristes mais également les étudiants étrangers qui étudient la langue française. 
Pour cela, la maison du Missionnaire offre des locaux confortables avec des capacités d’hébergement et de restauration pour une quarantaine de personnes, situés en ville à proximité des établissements thermaux. Elle dispose d’un oratoire, d’une bibliothèque, d’un réfectoire et d’une terrasse dominant la ville de Vichy. 
La maison du Missionnaire gère également la chapelle des Missions de Vichy et le Musée des arts africains et asiatiques, qui a pour vocation la découverte des autres cultures et l'ouverture à leur diversité. Ces deux bâtiments sont situés avenue Thermale, à proximité de la maison du Missionnaire.